# Jonesboro (Maine)
Jonesboro és una població dels Estats Units a l'estat de Maine (EUA). Segons el cens del 2000 tenia 594 habitants.

## Demografia
Segons el cens del 2000, Jonesboro tenia 594 habitants, 257 habitatges, i 172 famílies. La densitat de població era de 6,3 habitants/km².
Dels 257 habitatges en un 29,2% hi vivien nens de menys de 18 anys, en un 57,6% hi vivien parelles casades, en un 5,8% dones solteres, i en un 32,7% no eren unitats familiars. En el 29,2% dels habitatges hi vivien persones soles el 14,8% de les quals corresponia a persones de 65 anys o més que vivien soles. El nombre mitjà de persones vivint en cada habitatge era de 2,31 i el nombre mitjà de persones que vivien en cada família era de 2,82.
Per edats la població es repartia de la següent manera: un 24,6% tenia menys de 18 anys, un 5,1% entre 18 i 24, un 27,8% entre 25 i 44, un 25,3% de 45 a 60 i un 17,3% 65 anys o més.
L'edat mediana era de 41 anys. Per cada 100 dones de 18 o més anys hi havia 95,6 homes.
La renda mediana per habitatge era de 27.639 $ i la renda mediana per família de 36.458 $. Els homes tenien una renda mediana de 31.389 $ mentre que les dones 20.956 $. La renda per capita de la població era de 14.418 $. Entorn del 9,6% de les famílies i el 16,1% de la població estaven per davall del llindar de pobresa.